# Mario Alberto Chacón Jiménez
Mario Alberto Chacón Jiménez (n. San José, 26 de octubre de 1975) es un humorista y actor costarricense, fue integrante del programa humorista La Media Docena y actor principal en la película costarricense llamada Maikol Yordan de viaje perdido.

## Biografía
Chacón nació en San José en el año de 1975, cursó la primaria en la escuela Saint Francis Primary donde resultó presidente de la institución, la secundaria la cursó en el Saint Francis College. Inició sus estudios universitarios en la Universidad Internacional de las Américas donde estudió la carrera de Publicidad además estudió Mercadeo en la Universidad Véritas en el año 1994 fundó la 1/2 docena, un grupo de humoristas que dejó de emitir en 2018, Mario en el grupo se encargaba de ser escritor y el creador de los guiones entre otras cosas, en tiempos libres hacía locuciones comerciales. Mario es seguidor del humor serio y conservador además de que le gusta jugar fútbol y juegos de mesa.

## Carrera como humorista
Desde el año 1994 fue parte de La Media Docena además de Mario hay 3 integrantes más con quien trabajó, ha participado en obras de teatro, Chacón se desenvuelve como escritor, intérprete de guiones entre otras funciones.

### Como actor
Mario interpreta muchos personajes en la serie La Media Docena entre ellos se encuentra Maikol Yordan un hombre trabajador que busca el bienestar de su familia, en el año 2014 el grupo decide producir una película con este personaje el cual Mario interpreta, el filme culminó llamándose Maikol Yordan de viaje perdido el cual ha batido récords de audiencia en los cines de Costa Rica. En diciembre de 2018, fue estrenada la secuela de dicha película titulada Maikol Yordan 2: La cura lejana, una vez más con Chacón en el papel protagónico de su personaje.

## Filmografía
| Año  | Título                            | Personaje     | Notas         | Director               |
| ---- | --------------------------------- | ------------- | ------------- | ---------------------- |
| 2014 | Maikol Yordan de viaje perdido    | Maikol Yordan | Protagonista  | Miguel Alejandro Gómez |
| 2018 | Maikol Yordan 2: La cura lejana   | Maikol Yordan | Protagonista  | Daniel Moreno          |
| 2021 | Mi papá es un santa               | Pancho        | Posproducción | Daniel Moreno          |
| 2025 | Maikol Yordan regresa... A clases | Maikol Yordan | Protagonista  | Daniel Moreno          |

| Año         | Título                     | Personaje      | Notas         |
| ----------- | -------------------------- | -------------- | ------------- |
| 2005 - 2018 | La Media Docena            | Varios         | Posproducción |
| 2015        | Tu cara me suena           | Joaquín Sabina | Invitado      |
| 2018        | Los Enredos de Juan Vainas | Maikol Yordan  | Invitado      |
| 2020        | La Media Docena Retro      | Antiguos       | Posproducción |
| 2021 - 2022 | Maikol Yordan: La Serie    | Maikol Yordan  | Protagonista  |